# Stäppvaktel
Stäppvaktel (Coturnix pectoralis) är en fågel i familjen fasanfåglar inom ordningen hönsfåglar.

## Utseende och läte
Stäppvakteln är en stor och kraftigt tecknad vaktel. Det ljusa bröstet har breda mörka streck och i ansiktet syns ett tydligt ljust ögonbrynsstreck. Hanen har orangefärgad strupe kontrasterande mot svartaktigt bröst. I flykten syns en ljus fläck på vingens framsida.

## Utbredning och systematik
Fågeln förekommer i gräsmarker i Australien och Tasmanien. Den behandlas som monotypisk, det vill säga att den inte delas in i några underarter.

## Levnadssätt
Stäppvakteln hittas i torrare gräsmarker. När en uppskrämd fågel åter landar brukar den ofta bromsa in innan den tar mark igen.

## Status och hot
Arten har ett stort utbredningsområde och tros öka i antal. Internationella naturvårdsunionen IUCN listar den därför som livskraftig (LC).